# Lucien Laurent
Lucien Laurent (Saint-Maur-des-Fossés, 1907. december 10. – Besançon, 2005. április 11.) francia válogatott labdarúgó. A labdarúgó-világbajnokságok történetének legelső gólszerzője.

## Pályafutása
1921 és 1930 között a fél-profi CA Paris csapatában szerepelt, majd a Sochauxhoz került. Az 1930-as világbajnokság következett, amit Uruguay-ban rendeztek. Laurent ekkor vált híres játékossá, ugyanis az ő nevéhez fűződik a labdarúgó-világbajnokságok történetének legelső gólja, amit 1930. július 13-án Mexikó ellen szerzett a mérkőzés 19. percében. A franciák 4–1 arányban megnyerték a párharcot, de a következő két csoportmérkőzésen vereséget szenvedtek Argentínától, illetve Chilétől és kiestek. A harmadik mérkőzésen megsérült.
Sérülése ellenére helyet kapott a franciák 1934-es világbajnoki keretében. A torna után szerepelt még a Rennes és a Strasbourg csapataiban.
Amikor a második világháború kitört, behívták katonai szolgálatra. A németek elfogták és 3 évet töltött hadifogolytáborban. 1943-ban szabadult és a háború hátralévő időszakát Besançon-ban töltötte labdarúgóként. 1946-ban végleg befejezte pályafutását és edzősködésbe kezdett. Ő volt az egyetlen tagja az 1930-as francia csapatnak, aki megélhette Franciaország hazai környezetben szerzett első világbajnoki címét 1998-ban, és majd csak 7 évvel később 2005. április 11-én hunyt el Besançon-ban.